# Larissa Ickx
Pour les articles homonymes, voir Ickx.
Larissa Ickx, née le 18 février 1973, fille du champion automobile Jacky Ickx et sœur de la pilote automobile Vanina Ickx, est une artiste peintre belge.

## Formation
Larissa Ickx fait ses études à l'académie des Beaux-arts de Bruxelles.

## Quelques expositions
- 2008 : Printemps des Arts actuel
- 2007 : Art 2 Night
- 2007 : Mommali'Art